# Нижній Токмак
Нижній Токма́к — село в Україні, у Чернігівській селищній громаді Бердянського району Запорізької області. Населення становить 71 особа (1 січня 2015). До 2016 орган місцевого самоврядування — Верхньотокмацька сільська рада.
Село тимчасово окуповане російськими військами 24 лютого 2022 року.

## Географія
Село Нижній Токмак на відстані 1 км від селища Верхній Токмак Перший та за 3 км від села Верхній Токмак. Поруч проходить залізниця, станція Верхній Токмак I за 1 км.

## Історія
Село заснували вихідці з Чернігівки у 1921 році. Всього було наділено 40 планів. З початком колективізації найкращих господарів було розкуркулено й утворено колгосп. У 1926 році було відкрито початкову школу, клуб, бібліотеку. Більшість жителів важко голодували, а кілька — померло під час голоду 1932–1933 років. Під час сталінських репресіїв було репресовано кілька осіб. На фронтах німецько-радянської воювало 18 нижньотакмочан, 12 з них померло. Після війни село відбудували. У 1950 році місцевий колгосп об'єднали із сусідніми. У 1973 році школу закрили. Люди від'їздять із села.
12 червня 2020 року, відповідно до Розпорядження Кабінету Міністрів України від  № 713-р «Про визначення адміністративних центрів та затвердження територій територіальних громад Запорізької області», увійшло до складу Чернігівської селищної громади.
17 липня 2020 року після ліквідації Чернігівського району село увійшло до Бердянського району.

## Населення

### Мова
| українська мова | молдовська |
| --------------- | ---------- |
| 91.26 %         | 2.91 %     |